# Зуйка
 Зу́йка — река в Докшицком районе Витебской области, Мядельском и Вилейском районах Минской области Белоруссии, левый приток реки Сервечь.
Длина реки составляет 28 км. Площадь водосбора — 142 км². Средний наклон водной поверхности — 0,7 ‰
Исток реки находится в заболоченных торфяниках в Докшицком районе Витебской области в 4 км к юго-западу от центра Докшиц. Генеральное направление течения — юго-запад. Большей частью своего русла размечает границу, сначала Докшицкого и Мядельского района, затем Мядельского и Вилейского. В течение 13,2 км канализирована: от деревни Ветохма до деревне Коляги (5 км) и от деревни Ворновка до устья (8,2 км).
Протекает через деревни Поляне, Струки, Ветохма, Коляги, Болтрамеевцы, Ворновка, Новина. Именованных притоков не имеет.
Впадает в Сервечь ниже агрогородка Будслав. Высота устья над уровнем моря — 169,6 м.